# ハリハラ

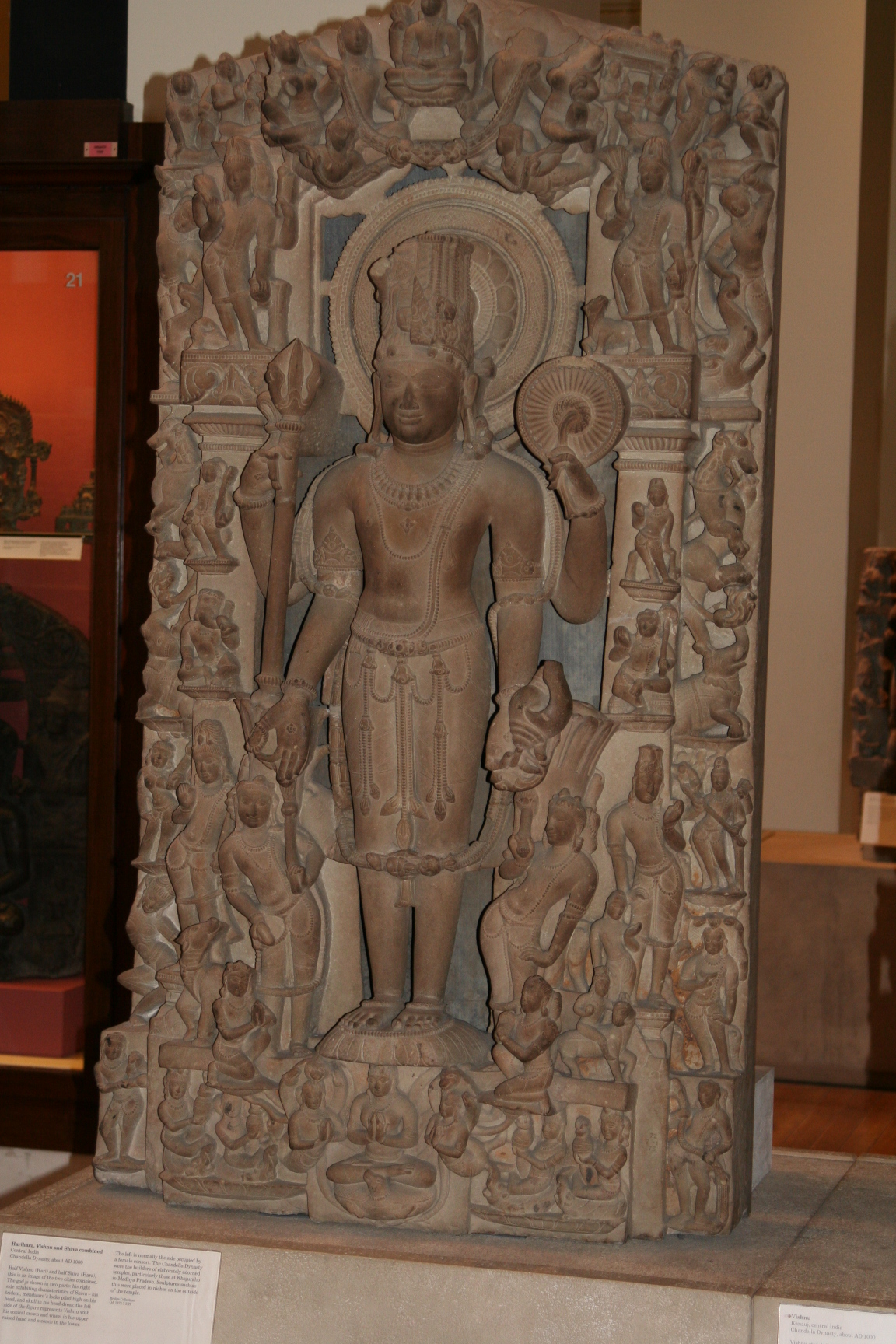
ハリハラ像（大英博物館）。

ハリハラ（Harihara）は、インド神話のシヴァとヴィシュヌの合体神。右半身がシヴァで、左半身がヴィシュヌ。ハリがヴィシュヌを意味し、ハラがシヴァを意味する。つまり、創造と破壊という二つの異なる面を象徴している。
特定の神話伝承を持たず、ヴィシュヌ派とシヴァ派の融和を主体とした神である。ヒンドゥー教が南アジアや東南アジアに広まったことにより各地の寺院でハリ・ハラ立像が見られる。
このような合体像の殆どはシヴァ派によるもので、ヴィシュヌやブラフマーといった他の最高神では殆ど見られず、シヴァが半身であることが多い。
アンコール・ワットにもハリハラの彫像が存在する。